# Sousa (Felgueiras)
Sousa é uma localidade portuguesa do Município de Felgueiras que foi sede da extinta Freguesia de Sousa, freguesia que tinha 1,82 km² de área e 1 095 habitantes (2011), e, por isso, uma densidade populacional de 601,6 hab/km².
A Freguesia de Sousa foi extinta em 2013, no âmbito de uma reforma administrativa nacional, para, em conjunto com a Freguesia de Torrados, formar uma nova freguesia denominada União das Freguesias de Torrados e Sousa com a sede em Torrados.

## População
| População da freguesia de Sousa | População da freguesia de Sousa | População da freguesia de Sousa | População da freguesia de Sousa | População da freguesia de Sousa | População da freguesia de Sousa | População da freguesia de Sousa | População da freguesia de Sousa | População da freguesia de Sousa | População da freguesia de Sousa | População da freguesia de Sousa | População da freguesia de Sousa | População da freguesia de Sousa | População da freguesia de Sousa | População da freguesia de Sousa |
| ------------------------------- | ------------------------------- | ------------------------------- | ------------------------------- | ------------------------------- | ------------------------------- | ------------------------------- | ------------------------------- | ------------------------------- | ------------------------------- | ------------------------------- | ------------------------------- | ------------------------------- | ------------------------------- | ------------------------------- |
| 1864                            | 1878                            | 1890                            | 1900                            | 1911                            | 1920                            | 1930                            | 1940                            | 1950                            | 1960                            | 1970                            | 1981                            | 1991                            | 2001                            | 2011                            |
| 437                             | 443                             | 470                             | 456                             | 512                             | 520                             | 529                             | 606                             | 690                             | 904                             | 948                             | 1 029                           | 1 002                           | 1 080                           | 1 095                           |

| Distribuição da População por Grupos Etários | Distribuição da População por Grupos Etários | Distribuição da População por Grupos Etários | Distribuição da População por Grupos Etários | Distribuição da População por Grupos Etários | Distribuição da População por Grupos Etários | Distribuição da População por Grupos Etários | Distribuição da População por Grupos Etários | Distribuição da População por Grupos Etários | Distribuição da População por Grupos Etários |
| -------------------------------------------- | -------------------------------------------- | -------------------------------------------- | -------------------------------------------- | -------------------------------------------- | -------------------------------------------- | -------------------------------------------- | -------------------------------------------- | -------------------------------------------- | -------------------------------------------- |
| Ano                                          | 0-14 Anos                                    | 15-24 Anos                                   | 25-64 Anos                                   | > 65 Anos                                    |                                              | 0-14 Anos                                    | 15-24 Anos                                   | 25-64 Anos                                   | > 65 Anos                                    |
| 2001                                         | 268                                          | 154                                          | 547                                          | 111                                          |                                              | 24,8%                                        | 14,3%                                        | 50,6%                                        | 10,3%                                        |
| 2011                                         | 180                                          | 184                                          | 591                                          | 140                                          |                                              | 16,4%                                        | 16,8%                                        | 54,0%                                        | 12,8%                                        |

## Património
- Igreja de São Vicente de Sousa